# جایزه ده هزار
جایزه ده هزار (به هندی: Inaam Dus Hazaar) فیلمی محصول سال ۱۹۸۷ و به کارگردانی جیوتین جوئل است. در این فیلم بازیگرانی همچون سانجی دات، میناکشی سشادری، آمریش پوری، گلشن گروور ایفای نقش کرده‌اند.